# Ameloblastoma
El ameloblastoma es un tumor benigno de la cavidad oral muy poco frecuente descrito en 1827 por Cusack. El término procede de la palabra inglesa antigua amel, que significaba esmalte  y la palabra griega blastos, que significa germen.  El tumor se origina en el epitelio odontogénico (originan a partir del tejido asociado al desarrollo del diente) (ameloblastos), o la parte exterior de los dientes en desarrollo. Aparece con mucha más frecuencia en la mandíbula que en el maxilar superior, tiende a aumentar de tamaño lentamente causando anormalidades severas de la cara y mandíbula, por lo que se considera un tumor benigno localmente agresivo. Raramente produce metástasis que se extienden a otras partes del cuerpo. Debido a que la proliferación anormal de las células fácilmente infiltra y destruye los tejidos óseos circundantes, se requiere una escisión quirúrgica amplia para tratar la enfermedad.
Es un tumor odontogénico que se origina a partir de elementos y tejidos celulares epiteliales pertenecientes al órgano dentario en sus diversas fases de desarrollo normal y patológico (quiste folicular) y que presenta las siguientes características:
- histológico: proliferación de epitelio odontogénico siguiendo un estroma fibroso;
- clínico: neoformación de evolución lenta con un sitio electivo en los huesos de la mandíbula donde asume un comportamiento de malignidad local (invasión de las estructuras circundantes y facilidad de recurrencia especialmente en el caso de terapia inadecuada) y benignidad general (ausencia de difusión metastásica a distancia y deterioro del estado general de salud).

## Historia
Fue descrito en 1827 por Cusack. 
Este tipo de neoplasia odontogénica fue definida como un adamantinoma en 1885 por el médico francés Louis Charles Malassez, siendo finalmente denominado con el nombre actual ameloblastoma en 1930 por Ivey y Churchill.

## Epidemiología
La incidencia anual es de 1,96 1,20 0,18 y 0,44 por millón de personas, para hombres negros, mujeres negras, hombres blancos y mujeres blancas respectivamente. Constituyen alrededor del 1% de todos los tumores orales, y cerca del 18% de los tumores odontogénicos.  Tiene igual frecuencia en hombres y mujeres, sin embargo en las mujeres tienden a presentarse unos 4 años y alcanzar un tamaño superior.

## Clasificación
Existen tres subtipos clínicos del ameloblastoma: uniquístico, multiquístico y periférico.
El subtipo periférico constituye el 2% de todos los ameloblastomas. De la totalidad de ameloblastomas en pacientes jóvenes, el uniquístico representa el 6% de los casos.
Un cuarto subtipo, maligno, se ha considerado por parte de algunos oncólogos, sin embargo, este tipo de tumor es raro y puede ser simplemente una manifestación de uno de los tres principales subtipos. 
El ameloblastoma también puede aparecer en los huesos largos, otra variante es el craneofaringioma (tumor de la bolsa de Rathke, ameloblastoma pituitario).

### Variantes
Las seis variantes histopatológicas de ameloblastoma son la desmoplastica, de células granulares, células basales, plejiforme, folicular y acantomatoso.
La forma acantomatosa es extremadamente rara.
Un tercio de los ameloblastomas son plejiformes y otro tercio foliculares. otras variantes como la acantomatosa se presenta en pacientes ancianos. En un centro, los ameloblastomas desmoplásticos  representaban el 9% de todos los ameloblastomas.

## Cuadro clínico

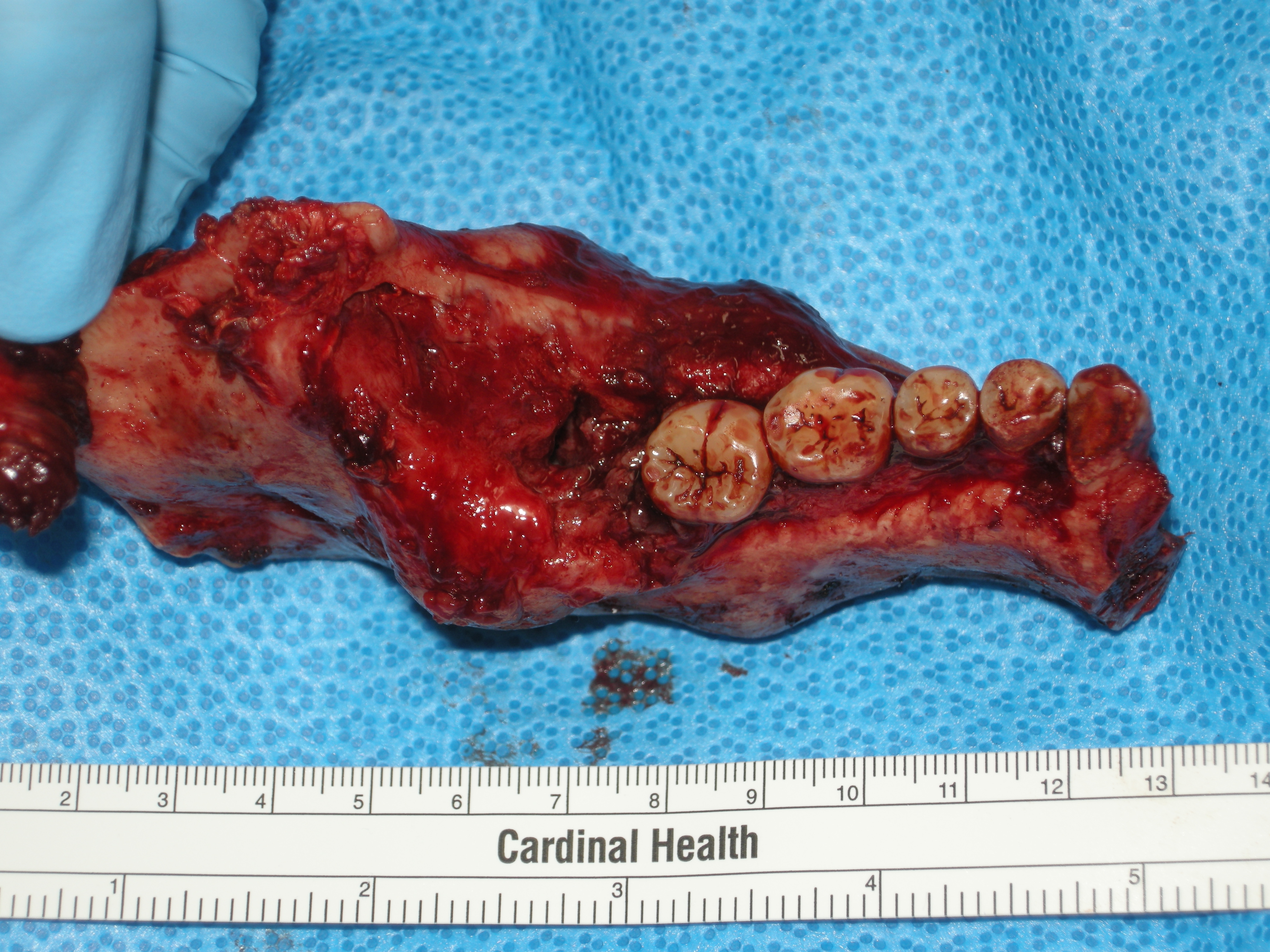
La mitad izquierda de una mandíbula resecada afectada por un ameloblastoma, originado en el tercer molar

Los ameloblastomas están asociados frecuentemente con la presencia de dientes no erupcionados. Los síntomas incluyen edema indoloro, deformidad facial en casos severos, dolor si la hinchazón comprime otras estructuras, perdidas dentales, úlceras, y enfermedad periodontal. Pueden presentarse en el maxilar inferior o superior, pero el 75% de los casos aparecen en el maxilar inferior, ocasionando una deformidad severa de la región facial afectada. Puede extenderse dentro del seno maxilar y la base de la nariz. La lesión  tiene una tendencia a engrosar las cortezas óseas, debido a que el lento crecimiento de la lesión permite que el periostio desarrollar una capa delgada de hueso alrededor de la lesión en expansión. Esta capa de hueso se rompe en ocasiones al ser palpada, fenómeno descrito como «ruptura de cáscara de huevo» crépito, un signo diagnóstico importante. 
El ameloblastoma se sospecha por los síntomas y estudios de imagen como radiografías, el diagnóstico de certeza precisa una biopsia y estudio histológico. Radiográficamente, aparece como una zona radiolúcida en el hueso, de tamaño y apariencia variables, en ocasiones es una lesión única, bien demarcada, otras veces se presenta como una «pompa de jabón» multiloculada. La reabsorción de las raíces de los dientes involucrados puede observarse en algunos casos, pero no es exclusiva del ameloblastoma. La enfermedad afecta con más frecuencia al cuerpo posterior y el ángulo de la mandíbula, pero puede presentarse en cualquier parte del maxilar inferior o superior. El ameloblastoma se asocia a menudo con muelas del juicio impactadas, una de las razones para que los odontólogos recomienden su extracción.

## Tratamiento
En un estudio detallado en 345 pacientes, la quimioterapia y radioterapia parece estar contraindicadas para el tratamiento de ameloblastomas.  La cirugía es el tratamiento de elección para este tumor. Debido a la naturaleza invasiva del crecimiento, se requiere la escisión de tejido normal en la vecindad del tumor. A menudo es preciso retirar márgenes amplias alrededor del tumor para asegurar un buen pronóstico. Frecuentemente es precisa la resección de porciones enteras de la mandíbula.

### Recurrencia
La recurrencia es común, sin embargo las tasas de recidiva con resección de márgenes amplias son menores que con otros tratamientos como la enucleación y curetaje.